# Улица Веселина Маслеше (Бања Лука)
Улица Веселина Маслеше (познатија као: "Господска улица") налази се у строгом центу Бањалуке. Свој данашњи изглед почела је попримати у доба Аустроугарске а данашњи изглед је добила након санација — послије земљотреса 1969. године, те санације која је вршена 2009. године. Сваке године се врши и уљепшавање фасада у улици. Ова улица је и најпознатије бањалучко шеталиште и један од симбола Града на Врбасу Разлог што Господска улица одступа од праволинијске шеме улица је узрокован тереном, односно "Муслином баром" и Пиријином баштом" које су се ту налазиле деведесетих година 19. вијека. Маркирајући објекти Господске улице били су објекти — Албанија изграђена 1862. године и други на мјесту зграде данашње Градске управе. Зграда Албанија срушена је 1957. године ради изградње данашњег небодера. Насупрот је изграђена пословно стамбена зграда Титаник, која је срушена у земљотресу. Сада се на том мјесту налази Робна кућа Боска. Између двије зграде које су одредиле правац Господске улице, изграђено је низ објеката, претежно намјењених трговини. Поред једноставних и скромних објеката, ту су били и они изграђени у стилу неоренесансе и сецесије. Просторне, амбијеталне, урбанистичке и архитектонске одлике Господске улице представљају вриједну споменичку цјелину у којој су садржана свједочанства настајања једног дијела Бање Луке. У згради трговца Маслеше, 1906. године рођен је његов син, Веселин Маслеша, чије име улица носи од завршетка Другог свјетског рата.

## Зашто „Господска”?
Томo Радуловић, Херцеговац, школован у Дубровнику, први је добио дозволу да у граду отвори трговину. Прву једоспратницу на мјесту зграде данашње Градске управе, Тома подиже 1855. а другу већ 1862. године, под називом "Албанија“. Томи је досадило што му у радњу улазе сељаци а слабо шта пазаре, па је на зграду истакао руком исписан назив "Господска улица“. То је било непосредно пред улазак Аустроугарске војске у Бањалуку 1878. године. Овај назив су Аустријанци прихватили и улица се званично звала "Herren gasse" до 1918. Иначе прије доласка Аустријанаца звала се Пиварска. Између два рата звала се улица Краља Алфонса из захвалности према овом шпанском краљу, који је спасио 16 Срба осуђених на смрт, у познатом бањолучком Велеиздајничком процесу 1915-1916. године. А послије рата па све до данас званично носи назив по бањалучком револуционару и публицисти Веселину Маслеши. И поред многобројних промјена назива, међу Бањалучанима и туристима она је и данас најпознатија као "Господска улица“. Ма како да се звала, Господска улица је била и остала срце грађанске Бање Луке. Мјесто на којем се, углавном, одвијао културни живот града, за вријеме Аустроугарске. Као успомена на то вријеме и данас стоји зграда у којој је продавница обуће "Бонел", некадашњи Српски дом, који изгради Српска читаоница, са фа- бриком обуће "Бата-Борово", уз помоћ бањолучких грађана. Намјера је била да се у ту зграду смјесте српска друштва. Одлука о изградњи Српског дома донесена је у марту 1907, у априлу 1908. године купљено је земљиште и преведено у власништво Српске читаонице. Због недостатка средстава, а потом и анексионе кризе и Првог свјетског рата, када је и Читаоници, као и свим другим српским друштвима био забрањен рад, од изградње дома не би ништа. Идеја поново заживљава 1936, да би изградња почела 1. јула 1938, а у јуну 1939. године отворен је нови Српски дом и усељена Српска читаоница.

## Хотел „Балкан”
Зграда „Балкан”, власништво Црквене општине, била је такозвана "угловка", имала је источну фасаду у Господској улици, а сјеверну у улици која је везивала Господску улицу са Царским друмом. Своју угловну позицију наглашавала је округлим торњићем и ризалитно извученим крајевима које су красиле декоративно обрађене атике. Висока елипсоидна купола са кружним прозорима, рустикално наглашени ризалити, конзолице испод крунског вијенца, балустраде, украсни натпрозорски вијенци са флоралним апликацијама и богато украшена жељезна ограда кружног балкона красили су овај објекат, који ће све до 1930/1931. године, када ће на мјесту Балкана бити саграђена зграда Банске управе, представљати архитектонски акцент овог дијела града. У овој репрезентативној модерној згради са високим партером у приземљу су се налазили кафана и ресторан, а на првом спрату гостинске собе. Имала је велике прозоре који су посјетиоцима дозвољавали да уз кафу и пиће читају новине и часописе, гледају ко пролази и шта се напољу дешава.
Хотел Балкан је имао велике и свијетле сале у којима су се одржавале приредбе, сијела и забаве. Главни улаз налазио се на сјевероисточном дијелу зграде, направљеном као овални продужетак, изнад којег се подизао балкон. Изнад балкона био је кров у облику кубета. Елеганција и љепота "Балкана", са цвјетном љетњом баштом, сачувана је на многим разгледницама до наших дана.
Хроничари биљеже да је под сводовима овог импозантног здања, тачније у дворишној згради тог хотела, једно вријеме била смјештена и Српска читаоница. Тиме хотел Балкан постаје средиште окупљања бањолучких Срба, превасходно интелектуалаца и трговаца. Међу њима био је и Петар Кочић, који је одсједао у овом елитном бањолучком хотелу. У кафани Балкана, са Кочићем су најчешће сједили његови сарадници и пријатељи, Владимир Скарић, Васо Глушац, Коста Мајкић, прота Никола Прокопић, Васо Михаиловић, Вукосав Груберовић, Ристо Томић и многи други виђенији Бањолучани. На овим дружењима, Кочић је највише волио да разговора о догађајима из српске историје, нарочито из прошлости Босанске Крајине, а поготово свог родног Змијања.